# ملكة جمال الأرض 2014
ملكة جمال الأرض 2014، هي مسابقة ملكة جمال الأرض الرابعة عشرة في تاريخ مسابقة ملكة جمال الأرض منذ انطلاقتها عام 2001، عقدت مسابقة في 29 نوفمبر 2014 في جامعة الفلبين مدينة كويزون، الفلبين. شهدت المسابقة مشاركة خمسة وثمانين متسابقة على مسابقة هذا العام، في نهاية الحدث توجت جيمي هيريل من الفلبين من قبل ملكة جمال الأرض السابقة أليز هنريتش من فنزويلا.
نالت مغنية البوب تشاريس بيمبينغكو مرحلة ملكة جمال الأرض من خلال غناء بيونتيه «هارتس بريتي».
كان موضوع المسابقة هو الترويج للسياحة البيئية التي تهدف إلى زيادة الوعي للسياح والمسافرين فيما يتعلق بالحفظ البيئي من أجل الاستفادة بشكل مباشر من التنمية الاقتصادية وتعزيز احترام الثقافات المختلفة وحقوق الإنسان.

## النتائج

### المراكز النهائية
| النتائج النهائية                  | المتنافسة |
| --------------------------------- | --- |
| ملكة جمال الأرض 2014              | - الفلبين - جيمي هيريل |
| ملكة جمال الهواء (الوصيفة الأولى) | - الولايات المتحدة - أندريا نيو |
| ملكة جمال الماء (الوصيفة الثانية) | - فنزويلا - مايرا رودريغيز |
| ملكة جمال النار (الوصيفة الثالثة) | - روسيا - انستازيا تروسوفا |
| أفضل 8                            | - البرازيل - ليتيسيا سيلفا - منغوليا - توغسو إيديرسايخان - سلوفاكيا - داريا فابريسي - إسبانيا - زيرا باس                                                                                                |
| أفضل 16                           | - كولومبيا - أليخاندرا فيلافيني - مصر - نانسي مجدي - كوريا - سو مين شين - المكسيك - ياريلي كاريلو - اسكتلندا - رومي مكاهيل - تاهيتي - هيريتا إلارد - تايلاند - ساسي سينتاوي - زامبيا - كارتييه زاجورسكي |

## الروابط الخارجية
- موقع ملكة جمال الأرض الرسمي
- مؤسسة ملكة جمال الأرض
- مؤسسة ملكة جمال الأرض أطفال أحب كوكبي